# Fenologisch optimum
Het fenologisch optimum is een term uit de botanie en vegetatiekunde waarmee een jaarlijks terugkerende tijdsinterval in de vegetatieperiode wordt bedoeld waarin een plant, korstmos of vegetatietype tot volle ontplooiing is gekomen. 
In een gematigd klimaat met duidelijke seizoenen (met bladverliezende planten) is het fenologisch optimum duidelijker dan in een tropisch klimaat (met groenblijvende planten), waar de seizoenen nauwelijks verschillen vertonen. Bij korstmossen en mossen zijn seizoensaspecten nauwelijks waarneembaar, zodat deze geen fenologisch optimum vertonen.
Bij het vegetatiekundig onderzoek betreft het fenologisch optimum veelal de beste tijd om vegetatiekarteringen en vegetatieopnamen te maken.